# Mayaimi
Mayaimi je pleme američkih Indijanaca nastanjeno u povijesno doba pa do rane druge polovice 18. stoljeća u području oko jezera Okeechobee, Florida. Ime ovih Indijanaca dolazi iz jezika Tequesta ili Calusa Indijanaca u značenju  'big water' , s kojima vjerojatno predstavljaju staru populaciju, po svoj prilici aravačkog porijekla, čije bi srodnike trebalo tražiti među Taino plemenima Velikih Antila. 
Kultura što ga je ovaj narod razvijao od neke 1000 pr. Kr. pa do 1700.-te nazvana Belle Glade, a karakteristični su joj moundi na kojima su podizali svoja sela, čemu bi razlog mogao biti močvarni kraj koji ih okružuje. Kulturu Belle Glade karakteriziraju nadalje zemljišni radovi, posebno kopanje kanala, za putove svojih kanua, i lončarija. Ona je podijeljena na 4 perioda, a u vrijeme kontakta s Europljanima, Mayaimi su živjeli na njenom tlu. Riba, i vjerojatno druga vodena stvorenja bili su im glavna hrana, tu treba spomenuti i aligatore, kornjače, zmije i drugo. Kruh se proizvodio od brašna dobivenog od palme Zamia spp. (coontie), ekstremno otrovnog sjemenja i korijena ako bi se konzumirali sirovi. 
Početkom 18. stoljeća Englezi iz Karoline napadaju na indijanska sela, pale ih i Indijance odvode u roblje. Prema španjolskim misionarskim izvještajima Mayaimi 1743. brroje možda 100 duša u području uz Okeechobee. Svoju sudbinu dalje dijele s plemenima Južne Floride koja su 1763. prebačeni na Kubu.  Grad Miami dobiva ime po ovom plemenu. 